# De Tomaso P72
De Tomaso P72 – supersamochód klasy średniej produkowany pod włoską marką De Tomaso od 2025 roku.

## Historia i opis modelu

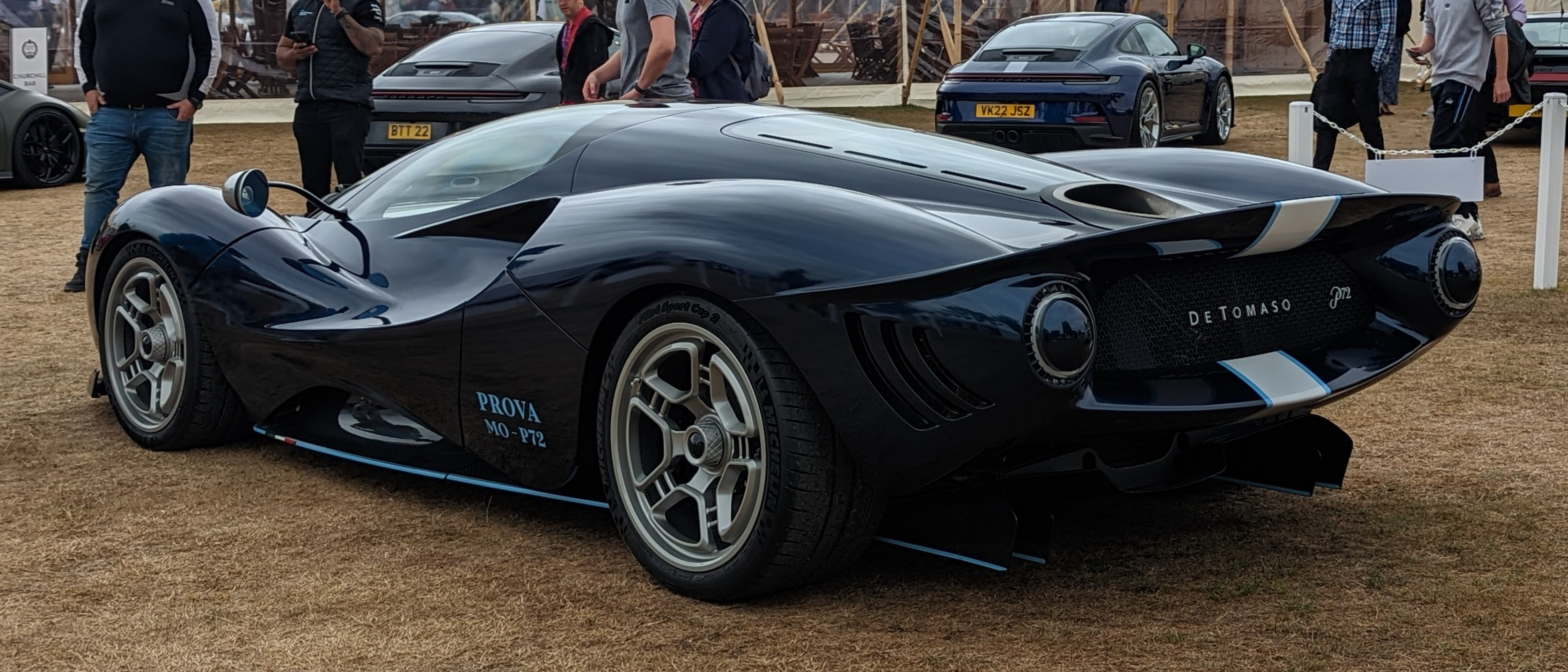
De Tomaso P72 - tył

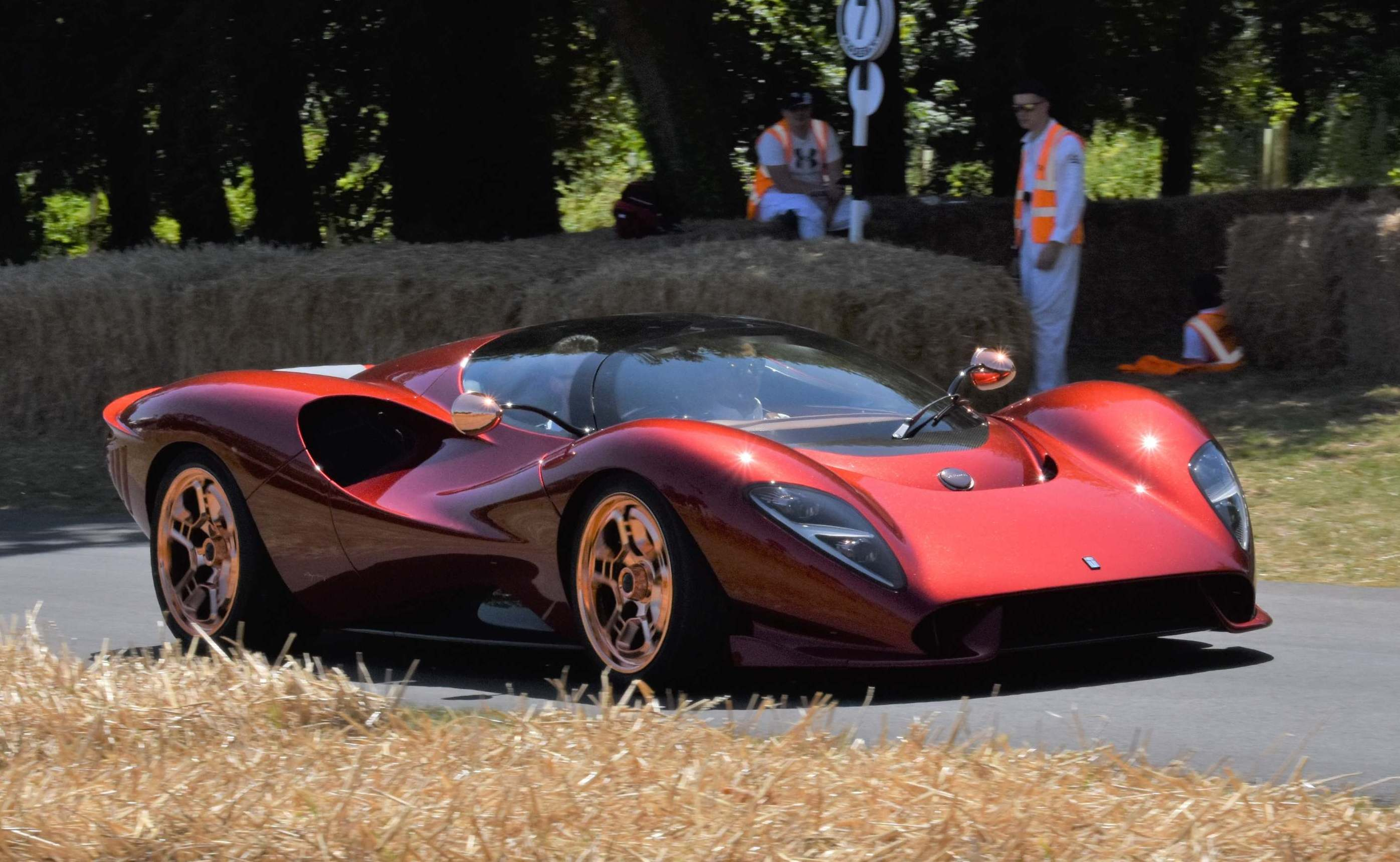
De Tomaso P72 w 2019

Po tym jak w 2015 roku chińskie konsorcjum Ideal Team Ventures kupiło prawa do włoskiej marki samochodów sportowych De Tomaso, nowy właściciel zadeklarował plany wznowienia działalności upadłej w 2004 roku firmy. Rozpoczęły się jednocześnie prace konstrukcyjne nad pierwszym od czasu Guarà samochodem sportowym, którego premiera 4 lata później zainaugurowała planowany powrót De Tomaso na rynek. Oficjalna premiera modelu P72 odbyła się w lipcu 2019 podczas corocznego wydarzenia Goodwood Festival of Speed.
Pod kątem stylistycznym De Tomaso P72 utrzymane zostało w typowym dla supersamochodów wzornictwie, z licznymi łukami i przetłoczeniami. Autorzy projektu skoncentrowali się na drobnych detalach, które wyrażono także w kabinie pasażerskiej. Ta bogata w elementy ze złota została zainspirowana wzornictwem z lat 60. i 70. XX wieku. Charakterystycznymi elementami była m.in. złota gałka zmiany biegów, czy 6 tarcz analogowych zegarów.
Pod kątem technicznym P72 jest bliźniaczą konstrukcją wobec modelu Apollo Intensa Emozione, z którym supersamochód dzieli m.in. podzespoły techniczne i samonośne nadwozie typu monocoque wzbogacone kompozytem z włókna węglowego. Jednostka napędowa wyposażona została w kompresor, który pozwala rozwinąc 825 Nm maksymalnego momentu obrotowego.
Do napędu De Tomaso P72 wykorzystany został benzynowy silnik typu V8 o pojemności 5 litrów i mocy 710 KM, który zapożyczony został od Forda. Jednostka napędowa przenosząca moc na tylną oś łączy się z 6-stopniową manualną skrzynią biegów.

### P900
W grudniu 2022 De Tomaso przedstawiło wyczynowy hipersamochód oparty na P72 o nazwie De Tomaso P900, będąc de facto jego wyczynową odmianą. Pod kątem wizualnym pojazd zyskał obszernie przeprojektowany pod kątem większych wlotów powietrza, obszerniejszych nadkoli i charakterystycznego, okalającego tył masywnego spojlera współgrającego z inaczej zarysowanym dyfuzorem oraz okrągłymi lampami. Do napędu włoskiego hipersamochodu o masie 900 kilogramów wykorzystano lekkie V12 o pojemności 6,2 litra i mocy maksymalnej 900 KM. Współpracująca z sekwencyjną przekładnią Xtrac jednostka o kącie rozwarcia cylindrów 60 stopni kręci się do 12 300 obr./min. Ważąc 220 kilogramów, silnik P900 to najlżejsze V12 kiedykolwiek wykorzystane dla seryjnego samochodu.
Łączna pula egzemplarzy De Tomaso P900 została określona na 18 sztuk, z pierwszą publiczną prezentacją wyznaczoną pierwotnie na wiosnę 2023 i dostawami do klientów zapoczątkowanymi w 2024 roku. Cena za egzemplarz określona została na 3 miliony dolarów, a każdy z nabywców objęty zostanie specjalistycznym szkoleniem z instruktorem pozwalającym na odpowiednie i umiejętne poruszanie się mocnym hipersamochodem. Projekt nie doczekał się realizacji i samochód nie trafił w zakładanym terminie do produkcji.

### Sprzedaż
Po premierze De Tomaso P72 w 2019 roku producent kontynuował proces testów przedprodukcyjnych, przygotowując limitowany samochód do dostaw pierwszych egzemplarzy do nabywców. Łącznie firma ograniczyła pulę produkcyjną do 72 sztuk, określając cenę za każdy z nich na 750 tysięcy euro. Pierwotnie produkcja P72 miała odbywać się we włoskiej Modenie, by w 2020 zmienić plany na uruchomienie jej w Stanach Zjednoczonych we współpracy z zewnętrznym partnerem. W 2022 De Tomaso ponownie zmieniło jednak plany, ogłaszając, że wytwarzaniem P72 poczynając od połowy 2023 roku zajmować się będzie niemiecka firma Capricorn Automotive z Mönchengladbach. Także i te założenia zostały ostatecznie zrewidowane, kończąc się na budowie własnej fabryki w Affalterbach, gdzie w grudniu 2024 rozpoczęto próbny montaż mający przeobrazić się w seryjną produkcję w 2025 roku.

### Silnik
- V8 5.0l Ford Coyote 710 KM